# Secret of Evermore
Secret of Evermore es un videojuego de rol de acción estadounidense desarrollado para la consola Super Nintendo. Fue el primer videojuego puesto a la venta por Squaresoft cuyo desarrollo se llevó a cabo fuera de Japón. En febrero de 1996 Secret of Evermore fue lanzado a la venta en los territorios de la PAL de Australia y Europa y traducido al alemán, francés y español. Se iba a crear una versión japonesa, lo cual fue cancelada.
La historia cuenta cómo un chico y su perro son transportados inadvertidamente a un mundo fantástico creado por un excéntrico doctor. El modo de juego tiene algunos parecidos al de Secret of Mana, como por ejemplo que los combates se juegan a tiempo real. El jugador guía al chico y a su perro (que se transforma continuamente) hasta Evermore, un mundo compuesto por varias esferas separadas que simulan algunas épocas de la historia humana, como la Prehistoria. El juego, además, permite alternar el control del jugador (se puede manejar tanto al chico como al perro) para resolver algunos rompecabezas.
A pesar de que tiene parecidos de Secret of Mana, no forma parte de la entrada a Seiken Densetsu debido a que el juego fue creado como una urgencia.

## Introducción
El argumento trata sobre un chico adolescente y su perro (el jugador puede asignarle un nombre a cada uno, con un máximo de treinta y cuatro caracteres).
Durante todo el curso del juego se pueden explorar distintas áreas que representan eras antiguas de la historia humana:
- En la Prehistoria se encuentran con hombres primitivos, ciénagas y selvas. Año 200.000 a. C.
- Antiqua simula el Imperio romano y el Antiguo Egipto. Año 200 a. C.
- Gothica refleja la Edad Media. Año 1485.
- Por último, Omnitopia es el nombre de una estación espacial futurística. Año 1.485.000.

Navegando por Evermore, el perro cambia la forma de su cuerpo constantemente. En Prehistoria se convierte en un feroz lobo, en Antiqua se transforma en un galgo blanco, en Gothica adopta la forma de un precioso caniche rosa y en Omnitopia termina por ser un robot capaz de disparar láseres.

## Juego

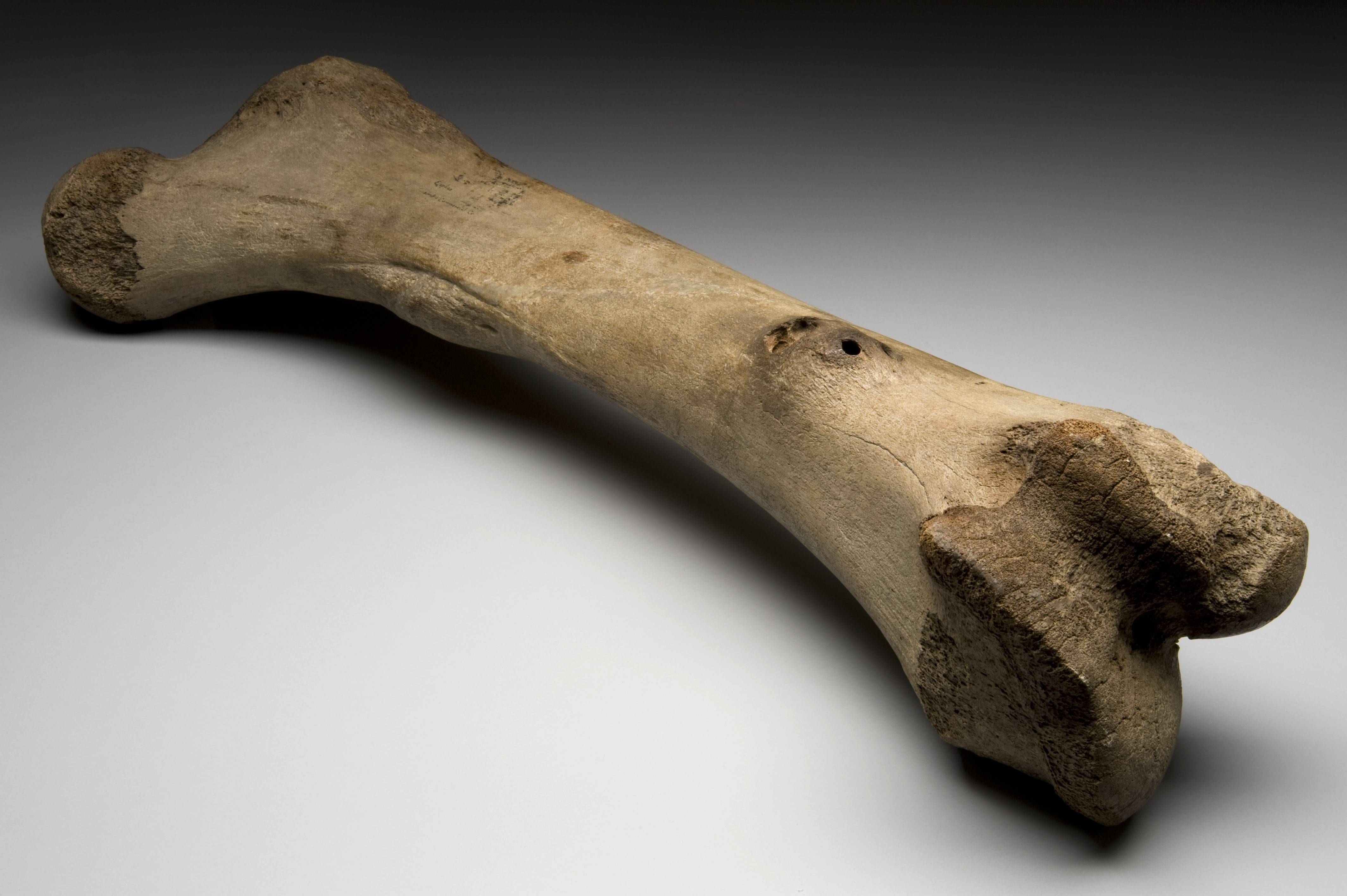
Posible hueso de mamut.

Todo el transcurso del juego es visto desde el aire, en el cual el chico y el perro esquivan a las criaturas hostiles. Si el chico está seleccionado como jugador activo, el perro pasa a ser controlado por la CPU y viceversa. Este control defiende y ataca enemigos cuando aparecen. Ambos personajes pueden encontrar refugio en una ciudad o cueva donde recargar sus puntos vitales o comprar armas y armaduras.
El chico maneja distintos tipos de armas durante el juego: espada, lanza, hacha y bazuca. El "rompehuesos" es un gran fémur que el perro fue a buscar al principio del juego, y que es toscamente usado como la primera arma del chico. El poder de cada arma aumenta cuanto más es usada cada una. A excepción del rompehuesos, el resto de armas pueden cortar la vegetación.
El chico utiliza la bazuca en el primer combate del juego, pero la pierde inmediatamente después. La bazuca tiene tres tipos de munición, pero cuando se queda sin ella, el arma puede ser utilizada para dar golpes en lugar de disparar.

### Moneda
En cada etapa del juego, el tipo de moneda cambia cada vez que pasamos de una esfera a otra. Los vendedores de Prehistoria utilizan colmillos; en Antiqua, gemas; en Gothica, monedas de oro; y en Omnitopia, créditos. Hay personas de cada región que intercambian el actual tipo de moneda al dinero local.
También hay otros tipos de moneda de cambio, como por ejemplo el usado en los mercados: arroz, especias, tapices...

### Alquimia
Un elemento único de Secret of Evermore es su sistema de magia. Para poder utilizarla, el chico debe recibir una fórmula de alquimia de un alquimista, que es un personaje que el jugador no puede controlar. Algunos alquimistas tienen su morada en un área apartada y solo enseñarán una fórmula si el jugador consigue encontrarlos. A diferencia de otros juegos de rol, en este no se necesitan puntos mágicos para lanzar hechizos. Sin embargo, se necesitan algunos ingredientes para efectuarlos; algunos se encuentran dispersos por todo el juego, mientras que otros se localizan en zonas concretas. En las esferas primitivas, pueden obtenerse cera, pólvora, ceniza o arcilla. Posteriormente, los ingredientes se hacen más complejos, como el etanol o el hielo seco.
A la hora de encontrar ingredientes, el perro puede olfatearlos, algo visible cuando coloca su nariz en el suelo. El jugador puede ordenar al perro que olisquee en cualquier momento y lugar, y si todo sale bien, guiará al jugador hacia un punto determinado del mapa, donde pueden recogerse los ingredientes ocultos. Si se hace un uso reiterado de las fórmulas de alquimia, estas aumentarán de nivel y serán más efectivas a la hora de curar o atacar. Aunque existen docenas de fórmulas a lo largo del juego, solo pueden aprenderse nueve a la vez. Para salvar este obstáculo, hay alquimistas que pueden administrar la lista de fórmulas del chico; de esta manera, cualquier fórmula aprendida puede ser guardada por un alquimista para su posterior uso.
- Datos: Q958761
- Multimedia: Secret of Evermore / Q958761